# Dominique Thorne
Dominique Thorne, född 5 november 1997 i New York, är en amerikansk skådespelare.
Thorne har bland annat medverkat i TV-serien Ironheart från 2023. Hon har även medverkat i filmerna Black Panther: Wakanda Forever från 2022 och Judas and the Black Messiah från 2021.

## Filmografi (i urval)
- 2018: If Beale Street Could Talk
- 2021: Judas and the Black Messiah
- 2022: Black Panther: Wakanda Forever
- 2025: Ironheart